# Robert Penn Warren
Robert Penn Warren (Guthrie, 24 d'abril del 1905 – Stratton, 15 de setembre del 1989) va ser un poeta, novel·lista i crític literari nord-americà, així com un dels fundadors de la Nova Crítica. Va ser també membre fundador de la Fraternitat d'Escriptors del Sud. Warren és l'única persona que ha guanyat un Premi Pulitzer en els gèneres de ficció i de poesia. El 1947 va guanyar el Pulitzer de ficció per la seva novel·la Tots els homes del rei (1946) i, posteriorment, va guanyar dos premis Pulitzer de Poesia, primer el 1957 i després el 1979.

## Biografia
Robert P. Warren va néixer en la localitat de Guthrie, Kentucky, el 24 d'abril del 1905. Es va graduar en la Universitat de Clarksville a Tennessee, la Universitat Vanderbilt el 1925 i la Universitat de Califòrnia el 1926. Més tard assistiria a la Universitat Yale. El 1930 va començar la seva carrera docent en la Southwestern College (ara denominada Rhodes College) a Memphis, Tennessee. Aquest mateix any, Robert es va casar amb Emma Brescia, de la qual es divorciaria el 1951. Posteriorment al divorci amb Emma, va contreure matrimoni amb Eleanor Clark el 1952. Junts van tenir dos fills, Rosanna Warren Phelps (nascuda al juliol del 1953) i Gabriel Penn Warren (nascut al juliol del 1955).
Encara que les seves obres reflecteixen fortament la temàtica i el pensament meridional, Warren va publicar la seva obra més famosa, Todos los hombres del rey, mentre exercia de professor a la Universitat de Minnesota (estat fronterer amb Canadà) i va viure l'última part de la seva vida en Fairfield, Connecticut, i en Stratton, Vermont. Va morir el 15 de setembre del 1989 a causa d'unes complicacions derivades d'un càncer ossi.

## Obres
- El caballero de la noche (1939)
- En las puertas del cielo (1943)
- Todos los hombres del rey (1946)
- Promesas: Poemas (1954 – 1956)
- Poemas escogidos (1923 – 1943)
- El circo del desván (1968)
- Mundo y tiempo (1950)
- La gruta (1959)
- Recuerda El Álamo (1958)
- ¿Quién habla a favor del negro? (1965)
- Poemas escogidos: Nuevos y Antiguos (1923 – 1966)

## Al cinema
El 1949, el director Robert Rossen el va portar al cinema.
El 2006, el director Steven Zaillian el va portar al cinema amb un excel·lent repartiment en el qual figuren Sean Penn, Jude Law, Anthony Hopkins i Kate Winslet.